# 八百板洋子
八百板 洋子（やおいた ようこ、1946年〈昭和21年〉4月1日 - 2025年〈令和7年〉2月18日）は、日本の翻訳家、児童文学作家。

## 略歴
福島県伊達郡飯野町（現・福島市）に生まれる。父は日本社会党の参議院議員を務めた八百板正。結婚後の本姓（夫姓）は折方。
1968年中央大学文学部国文科卒業後、1970年ブルガリアのソフィア大学大学院に留学。
1976年『ふたつの情念（）』で第13回日本翻訳文化賞特別賞・翻訳功労賞、1996年『吸血鬼の花よめ』で第33回日本翻訳文化賞を受賞。
1999年の『ソフィアの白いばら』で第47回産経児童出版文化賞推薦作、第48回日本エッセイストクラブ賞受賞。
2011年、ブルガリア共和国文化省より文化功労賞が授与される。
2018年『猫魔ヶ岳の妖怪』で第65回産経児童出版文化賞美術賞受賞。
2020年『金の鳥：ブルガリアのむかしばなし』で第25回日本絵本賞受賞。

## 著書
再話ものを含む。
- 『ソフィアの白いばら』（福音館書店） 1999.6、 のち文庫 2005.6
- 『やまからとらがやってきた』（八百板洋子 文、李錘美絵、学習研究社、World picture book 2001年1月号） 2001.1
- 『はしのうえで』（八百板洋子 文、山内ふじ江絵、福音館書店、こどものとも年少版 2002年1月号〈第298号〉） 2002.1
- 『こならぼうやの ぼうし』（八百板洋子 文、高森登志夫絵、福音館書店、ちいさなかがくのとも 2002年10月号） 2002.10
- 『もりのてぶくろ』（八百板洋子 文、ナターリア・チャルーシナ 絵、福音館書店、ちいさなかがくのとも 2004年11月号） 2004.11
- 『だれの あしあと？』（八百板洋子 文、かつやかおり絵、福音館書店、ちいさなかがくのとも 2006年12月号） 2006.12
- 『吸血鬼のおはなし』（齋藤芽生絵、福音館書店、たくさんのふしぎ 2009年3月号〈第288号〉） 2009.3
- 『なみとび』（八百板洋子 文、荒川暢絵、福音館書店、ちいさなかがくのとも 2010年8月号） 2010.8
- 『シンデレラ : ペローとグリムのおひめさま――しらゆきひめ・ねむりひめ』（シャルル・ペロー、ヤコブ・グリム、ウィルヘルム・グリム原作、八百板洋子 再話、高橋真琴絵、学研教育出版） 2011.4
- 『ぽぽとクロ』（八百板洋子 作、南塚直子絵、福音館書店、こどものとも 2012年3月号） 2012.3
- 『にんぎょひめ : アンデルセンのおひめさま――おやゆびひめ・はくちょうの王子』（ハンス・クリスチャン・アンデルセン原作、八百板洋子 再話、高橋真琴 絵、学研教育出版） 2012.5
- 『かぐやひめ : 日本と中国のおひめさま――はちかつぎひめ・おりひめ』（八百板洋子 再話、高橋真琴 絵、学研教育出版） 2013.9
- 『りすと もりのあしおと』（八百板洋子 文、ナターリア・チャルーシナ 絵、福音館書店、こどものとも年少版 2015年12月号） 2015.12
- 『猫魔ヶ岳の妖怪――福島の伝説』（八百板洋子 再話、斎藤隆夫絵、福音館書店） 2017.3
- 『ちいさなはりねずみ』（八百板洋子 文、ナターリア・チャルーシナ 絵、福音館書店、こどものとも年少版 2018年3月号） 2018.3
- 『あっくんとデコやしき』（垂石眞子絵、福音館書店） 2020.3
- 『もりで とびっこ』（八百板洋子 文、ナターリア・チャルーシナ 絵、福音館書店、こどものとも年少版 2021年8月号） 2021.8
- 『高橋真琴のおひめさまものがたり』（高橋真琴 絵、Gakken） 2022.11
既刊の『ペローとグリムのおひめさま : シンデレラ』『アンデルセンのおひめさま : にんぎょひめ』『日本と中国のおひめさま : かぐやひめ』を1冊にまとめたもの。

## 翻訳
再話ものを含む。
- 『ふたつの情念（）――ヤーヴォロフ（英語版）詩集』（新読書社） 1976.6
- 『うそをついてごめんね』（バレリ=ペトロフ（英語版）、学習研究社） 1981.4
- 『きんのさかな』（アンナ・ツッソーバ（wikidata）、学習研究社） 1991.10
- 『すずめとあおいたま――ブルガリアの昔話より』（圭永子絵、チャイルド本社、おはなしチャイルド 第211号） 1992.10
- 『きれいになったおよめさん――ブルガリア民話より』（アンナ・ツッソーバ作・絵、学習研究社、学研ワールドえほん 1992年12月号〈第249号〉） 1992.12
- 『つばさをもらった月』（ほるぷ出版、世界みんわ絵本 ブルガリア） 1993.6
- 『むくどりと ぶどうのき――ブルガリアの昔話』（八百板洋子 再話、T・マノーロフ(Тихомир Манолов)絵、福音館書店、こどものとも年中向き 1994年11月号） 1994.11
- 『吸血鬼の花よめ――ブルガリアの昔話』（高森登志夫 絵、福音館書店） 1996.6、のち文庫 2005.11
- 『あっ、なかないで』（フェーベ・シッラーニ（wikidata）、学習研究社、学研ワールドえほん 1998年6月号） 1998.6
- 『きんのさかな』（ルーク・クープマン（オランダ語版）絵、学習研究社、学研ワールドえほん 1999年11月号） 1999.11
- 『100リラのシトロン――トルコのむかしばなし』（フレーベル館、しあわせの昔話） 2000.11
- 『つばさをもらったつき――ブルガリアのむかしばなし』（フレーベル館、しあわせの昔話） 2000.12
- 『ちいさなき』（ルーク・クープマン作・絵、学習研究社、World picture book 2001年12月号） 2001.12
- 『ゆきをさがして』（リーク・コープマン作・絵、学習研究社、World picture book 2004年12月号） 2004.12
- 『おじいさんのき――ブルガリア民話から』（アンナ・ツッソーバ、学習研究社、World picture book 2005年4月号〈第397号〉） 2005.4
- 『おおかみだんなと ろば――アルバニアの昔話』（八百板洋子 再話、早川純子絵、福音館書店、こどものとも年少版 2006年1月号〈346号〉） 2006.1
- 『やぎとぎんのすず――ルーマニアの昔話』（小沢良吉絵、鈴木出版、チューリップえほんシリーズ） 2006.7
- 『きんのねこ――ベラルーシの昔話より』（八百板洋子 再話、平子真理絵、福音館書店、こどものとも 2006年11月号） 2006.11
- 『いちばんたいせつなもの――バルカンの昔話』（八百板洋子 編・訳、ルディ・スコチル（スロベニア語版）画、福音館書店） 2007.3
  - 福音館書店、おおきなポケット 1996年2月号（47号）の誌上に訳文『いちばんたいせつなもの　ユーゴスラビア民話』を掲載。
- 『くさはらのおんがくか』（ニコライ・ストヤノフ作・絵、学習研究社） 2008.11
- 『ななつのほし』（アンナ・ツスソウバ絵、学研教育みらい、学研のおとぎばなし） 2009.8
- 『おうさまのくれたごほうび――ブルガリアの昔話』（八百板洋子 再話、岡田知子絵、福音館書店、こどものとも 2010年1月号〈646号〉） 2010.1
- 『3びきのくま』（レフ・トルストイ再話、ニコライ・ウスチノフ絵、学研教育みらい） 2010.1
- 『もりのてぶくろ』（ナターリア・チャルーシナ絵、福音館書店、幼児絵本ふしぎなたねシリーズ） 2010.9
- 『ふしぎな ふえ――ブルガリアの昔話』（八百板洋子 再話、植垣歩子絵、福音館書店、こどものとも年少版 2011年3月号） 2011.3
- 『きこりとテーブル――トルコの昔話』（八百板洋子 再話、吉實恵絵、福音館書店、こどものとも年中向き 2011年12月号） 2011.12
- 『ナスレディンのはなし――トルコの昔話』（八百板洋子 再話、佐々木マキ絵、福音館書店） 2012.3
- 『ほしをもったひめ――セルビアのむかしばなし』（八百板洋子 文、小沢さかえ絵、福音館書店） 2014.6
- 『たまごを うって こぶたを かって――ブルガリアの昔話』（八百板洋子 再話、日置由美子絵、福音館書店、こどものとも 2015年3月号） 2015.3
- 『金の鳥――ブルガリアのむかしばなし』（さかたきよこ絵、BL出版） 2018.12
- 『イワンカとマリイカ――ブルガリアの昔話』（八百板洋子 再話、大畑いくの絵、福音館書店、こどものとも 2020年11月号） 2020.11
- 『いのちの水――ブルガリアの昔話』（八百板洋子 再話、ベネリン・バルカノフ絵、福音館書店） 2022.4
- 『きんのさかな――アルバニアの昔話』（八百板洋子 再話、スズキコージ絵、福音館書店、こどものとも 2023年8月号） 2023.8

### 共訳
- 『妖精の女王ドーブラ』（デサンカ・マクシモビッチ（英語版）著、直野敦・田中一生共訳、池田浩彰絵、講談社、世界のメルヘン16） 1981.5
- 『えのぐからとびだした話』（M.エイメほか作、南本史ほか共訳、徳田秀雄ほか絵、講談社、母と子の世界のメルヘン19） 1984.11